# Явожно (концентраційний табір)

Концтабір Явожно, фрагмен стіни та залізничної колії

Концентраційний табір у Явожні — концентраційний табір, що діяв в 1945–1949 роках в місті Явожно, Сілезьке воєводство, Польська Народна Республіка.

## Історія

### Гітлерівський концентраційний табір
Територія, на якій існував табір у Явожні, а також приналежний до нього філіал у Хрустах (пол. Chrustach), належали на початку Другої світової війни до Явожненських копалень (пол. Jaworznickich Kopalń S.A.) в Явожні. 15 червня 1943 року німці створили тут філіал концентраційного табору Аушвіц під назвою нім. Arbeitslager "NeuDachs" nr 147.
Перед приходом Червоної Армії 17 січня 1945 року нацисти відправили з філіалу в місті Явожно колону в'язнів. Їхній шлях пролягав на відстань приблизно 250 км трасою до концентраційного табору Гросс-Розен (пол. Groß-Rosen), біля сучасного села Рогожниця, Нижньосілезьке воєводство (пол. Rogoźnica (województwo dolnośląskie)), так званий «Марш смерті».

### Комуністичний концентраційний табір
6 квітня 1945 року Міністерство громадської безпеки Польщі (пол. Ministerstwo Bezpieczeństwa Publicznego) на основі циркуляра № 42 створило Централізовані табори праці, зокрема у Варшаві, Понятові (пол. Poniatowa), Кресимові (пол. Krzesimow), Потулиці (пол. Potulice) і Явожно. Однак, концентраційний табір в Явожно розпочав свою діяльність ще до виходу у світ циркуляра, в лютому 1945 року.
Відступаючи, німці не знищили табір, що складався з 15 дерев'яних бараків та мурованих об'єктів: лазні, кухні, шпиталю, комунікацій, майстерень та складів. Табір був оперезаний подвійним рядом колючого дроту під струмом, крім того, в огорожі було кільканадцять цегляних охоронних веж з кулеметами та прожекторами на них. Карцер табору знаходився в приміщенні колишньої табірної пральні. Північна частина табору була відгороджена від дороги Краків-Катовиці п'ятиметровою стіною.
Концентраційний табір в Явожно підлягав Відділові в'язниць і таборів воєводського уряду громадської безпеки в Кракові (пол. Wydziałowi Więziennictwa i Obozów Wojewódzkiego Urzędu Bezpieczeństwa Publicznego w Krakowie), яким керував в той час поручик Якуб Хаммершмідт (пол. por. Jakub Hammerschmidt), пізніше — Якуб Халіцкі (пол. Jakub Halicki).

## Коменданти концентраційного табору
- поручник Влодзімеж Станішевський (пол. por. Włodzimierz Staniszewski)
- капітан Станіслав Квятковський (пол. kpt. Stanisław Kwiatkowski)
- Теофіль Газельмаєр (пол. Teofil Hazelmajer, від квітня 1948 року)
- капітан Саломон Морель (пол. kpt. Salomon Morel, від лютого 1949 року)

## Гарнізон
Охорона табору складалася з понад 300 солдатів і 18 офіцерів Корпусу Внутрішньої Безпеки (пол. Korpus Bezpieczeństwa Wewnętrznego) та кільканадцяти цивільних працівників. Працювали в відділах: Політичного виховання Працівників, Спеціальному, Караульної Служби, Праці, Адміністративному і Господарському.
Лікарський догляд виконував доктор М. Міклажевський (пол. M. Miklaszewski), який керував колективом німецьких і українських лікарів-в'язнів.
Так само як і в гітлерівських концентраційних таборах, в концентраційному таборі в Явожно існувала посада капо, яких тут називали «кур'єрами», або «блоковими» (пол. "gońcami" albo "blokowymi). Вони були звільнені від фізичної праці, отримували кращу їжу й одяг, навзамін виконували функцію помічників табірного начальства, займалися доносами, знущалися з інших ув'язнених.

## Ліквідація табору
Концентраційний табір в Явожно функціонував до лютого 1949 року. Пізніше там діяла Прогресивна в'язниця для неповнолітніх в Явожно (пол. Progresywne Więzienie dla Młodocianych w Jaworznie).
В'язнями концтабору були особи німецького, польського, шльонського (пол. śląskiego), українського, зокрема лемки австрійського, голландського, французького, югославського, чеського, румунського, литовського походження. Велику групу становили сілезці (пол. Ślązacy), які в роки Другої світової війни підписали гітлерівську анкету про німецьке арійське походження, або так званий «фольксліст» (пол. Volkslista, нім. Deutsche Volksliste).

### Кількість в'язнів[4]
| Дата            | Кількість в'язнів в контаборі Явожно    | Кількість в'язнів в філіалах |
| --------------- | --------------------------------------- | ---------------------------- |
| 22 березня 1945 | 1911                                    | 357                          |
| 1 січня 1946    | 3505                                    | 4444                         |
| 1 травня 1947   | 14 254 (разом, в концтаборі і філіалах) | нема даних                   |
| 7 серпня 1947   | 5430                                    | 8519                         |
| 1 грудня 1947   | 6227                                    | 6790                         |
| листопад 1948   | 2628                                    | 4309                         |
| лютий 1949      | 2522                                    | 3813                         |

## Діяльність

### Український філіал
Українці (зокрема лемки) перебували в концентраційному таборі в Явожні від початку його існування (1 травня 1945 року їх кількість становила 43 особи серед 2 314 в'язнів), але щойно після рішення Політбюро ЦК Польської робітничої партії (пол. Biura Politycznego KC, Polska Partia Robotnicza) від 23 квітня 1947 року про направлення туди депортованих зі своїх земель і запідозрених у співпраці чи симпатіях до ОУН чи УПА українців значно збільшилася їхня чисельність у концтаборі.
Але помилковим було б твердження, що в концентраційному таборі перебували члени УПА — табір в Явожно призначався для цивільних осіб, а фактичних членів УПА арештовували, порізно судили в польових судах та окружних військових судах, та за їх вироками розстрілювали або відправляли до в'язниці. Скеровували в концтабір зі збірних пунктів українську інтелігенцію, греко-католицьких священників і підозрюваних осіб, арештованих під час Акції «Вісла».
Перший транспорт із в'язнями поступив 4 травня 1947 року з Сянока і налічував 16 осіб з Ліського та Сяноцького повітів, а особою, записаною до табірної книги під номером 1, була Марія Баран з Ліського повіту. Пізніше транспорти прибували з Освенціма, через котрий відбувалося транспортування всіх депортованих на захід Польщі в так звані «віднайдені землі».
В тому концтаборі утримувалось 3 873 в'язні, (2 781 українець, серед яких 823 жінки, кільканадцять дітей, 22 греко-католицьких та 5 православних священників), з них 162 особи померло. Найбільшу групу становили в'язні, які потрапили до концтабору після кількаденного перебування в повітових арештантських камерах, — вони були транспортовані безпосередньо до Явожно. Однак чималу групу становили також люди, які були виловлені з транспортів на Західні Землі на підставі попередньо приготованих за допомогою місцевих посадових осіб відомостей про підозру в співпраці чи симпатіях до УПА. У таборі знаходилась також та українська інтелігенція лемківського походження, яка раніше уникнула арешту.
До концтабору потрапило кілька десятків осіб, спійманих під час спроби уникнути депортації та повернутися в рідні краї, що також було підставою для влади на скерування до Явожно.
Під час перебування в Явожно керівництво концтабору нерідко застосовувало до в'язнів психологічний і фізичний терор. Праця в'язнів концтабору, серед інших робіт, використовувалась на будівництві електростанції в Явожно та при пошитті одягу для потреб Міністерства Громадської Безпеки (пол. Ministerstwa Bezpieczeństwa Publicznego) Польщі. Зі спогадів в'язня концтабору Юлії Шишко з Волі Крецівської:

| «Приїхали ми до Явожна. Прийшли ми до брами, а то все виглядало цілком так, як німці робили з жидами. Брама висока, а на ній напис, якого ніколи в житті не забуду й все буду мати перед очами літери: “Centralny Oboz Pracy – Jaworzno”. За брамою чекали нас готові бараки. У бараках ліжка з дошки на три поверхи, без сінника, один коц мав бути за все. Бляшана миска, бляшане горнятко та ложка. Ввечері давали такої кави, що як хто хоче, то буде на ній жити. Рано о шостій годині апель. Почали нас, жінок, учити військової дисципліни. Перед тим одна з в’язнів подавала, скільки нас на площі, скільки на слідстві, скільки в праці. Усе мусило погоджуватися. По апелю до бараку по хліб і каву: на одного четвертина хліба на 24 години. Хочеш, то з’їж відразу, хочеш, то тримай, хоч як важко тримати й не їсти. (...) Щоб дарма не сидіти, відразу дали всім роботу: жінки до кравецтва, чоловіків на будову та різні майстерні. З роботи кликали на слідство. Там було страшне биття, а в праці тяжкий тягар, а в бараці тяжкий голод. (...) На слідствах найгірше били дівчину Марію з Жерниці. Брали її вранці, а ввечері приносили в коці, сама вернутися не могла. Перележала ніч, брали вранці й приносили ввечері знову. Але витримала. (...) Уночі одна жінка завжди мала варту, провіряла, чи все в порядку. Як була добра, то нічого не казала, але переважно все розкидали й казали спрятувати, а якусь знайдену порошину клали на коца й казали нести зі співом на смітник, а вертатися жабками. (...) Дві жінки не могли погодитися з тими пережиттями і пішли на електричні дроти» |.
Зі спогадів в'язня концтабору вчительки Катерини Константинович (з роду Маслій) з Кобильниці Волоської:

| «Наказали роздягнутися і загнали митися. Вода – під страшенним тиском, холодна. Я думала, що вже нам кінець прийде. Серед нас були старші жінки, вони падали від тиску води…(...)А з лазні нещасних погнали до бараку. Там – поверхові ліжка, стерта солома, всюди брудно. Кати любувалися у «вправах-жабках»: постійно наказували жінкам скакати. Учительку взяли під пильний нагляд: за довге волосся – «жабки», за блузочку – «жабки», не так глянула – «жабки». Аж голова йшла обертом. Старші почали мліти… І весь час били людей ґумою, по спині, по руках, по ногах, нерідко й по голові. Після такого «привітання» ночами знов почалися допити. Марійку Залуцьку з Перемишля, яка в УПА мала братів, так мучили, що з допитів її несли на покривалі. Ми все на неї дивилися і з безсилля плакали. Це було страшне. Тягали ночами й мене, вічно голодну. Знущалися. Попри голод, ми перекидали частину нашої їжі чоловікам – бо в них ще страшніший голод був. А нас без кінця допитували, били, знущалися. Дві жінки не витримали цього й кинулися на підключені до струму дроти. Їхніх прізвищ уже не пам’ятаю, здається, з Кракова вони були, й загинули там…» |
Зі спогадів в'язня концтабору греко-католицького священика С. Дзюбини:

| «Я сам бачив, що в'язні часто йшли на слідство на власних ногах, а поверталися несені на ношах, такі були скатовані. Щодо голоду табір у Явожно був гіршим від німецького «Освєнціма». |
Останніми в'язнями, яких привезли до концтабору 22 травня 1948 року з Кошиців, стали 112 бійців УПА, взяті в полон у Чехословаччині під час спроби пробратися на Захід. Після дводенного перебування в таборі їх переміщено до в'язниці на вулиці Монтелюпіх у Кракові. Районні військові суди (пол. Wojskowe Sądy Rejonowe) в Кракові та Ряшеві засудили більшість із них до смертної кари.
Від весни 1948 року поступово розпочато звільнення в'язнів, за винятком духовних осіб, котрих тримали в концтаборі аж до 15 лютого 1949 року, вивізши їх після цього до в'язниці в Грудзьондзі. Але офіційно філіал для українців Польщі ліквідовано 7 січня 1949 року.